# Quercitello

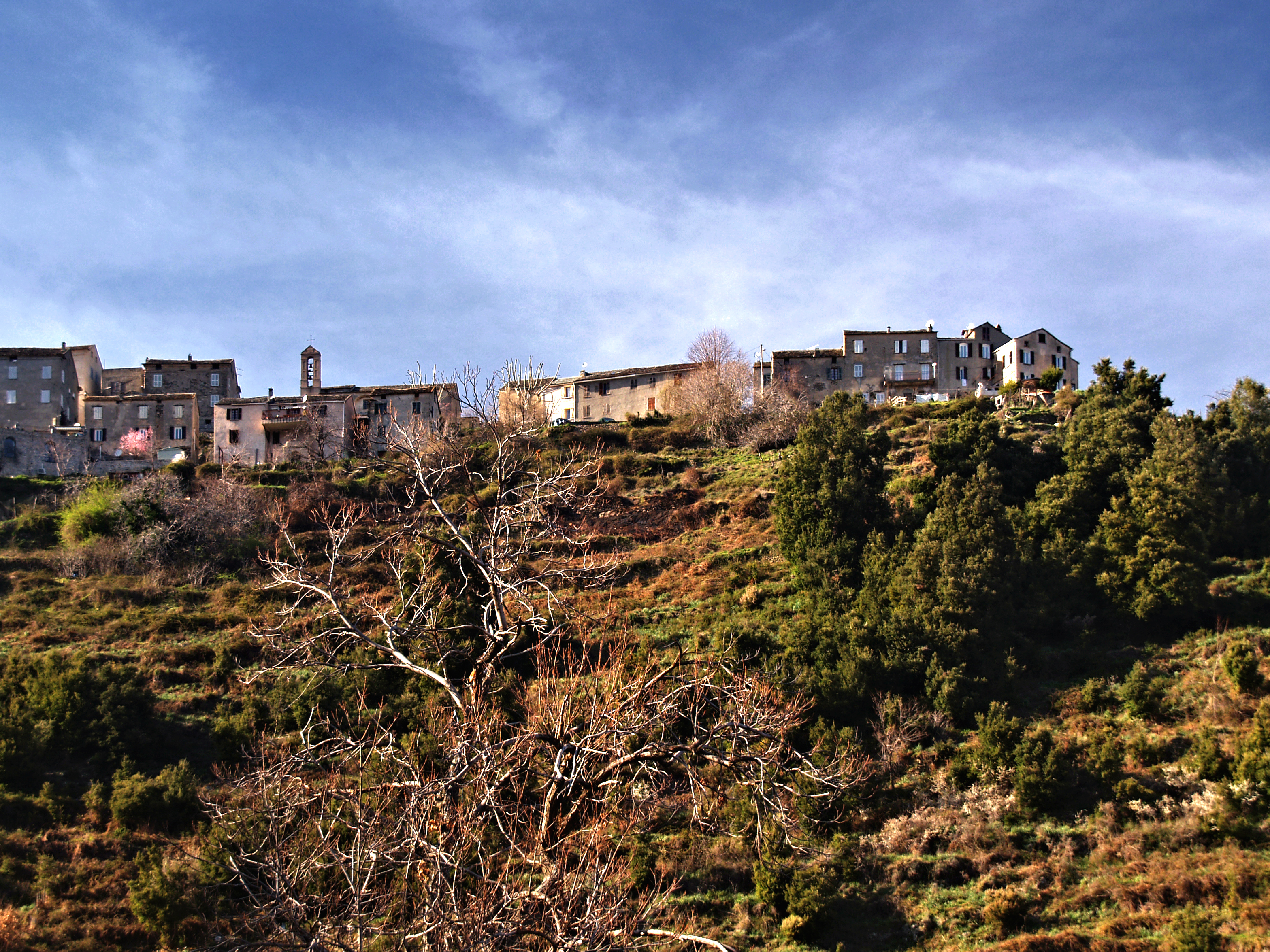
Zicht op het dorp U Quercitellu vanuit La Porta

Quercitello (U Quercitellu in het Corsicaans) is een gemeente in het Franse departement Haute-Corse (regio Corsica) en telt 57 inwoners (in 2009). De gemeente behoort tot de Corsicaanse regio Castagniccia (onderdeel Ampugnani).
De gemeente telt twee nederzettingen: Stoppia Nova en U Quercitellu. Beide dorpjes liggen langs de departementale weg D205, die de bodem van de vallei via La Porta verbindt met de Bocca di u Pratu (985 m).

## Geografie
De oppervlakte bedraagt 3 km², de bevolkingsdichtheid is dus 19 inwoners per km².

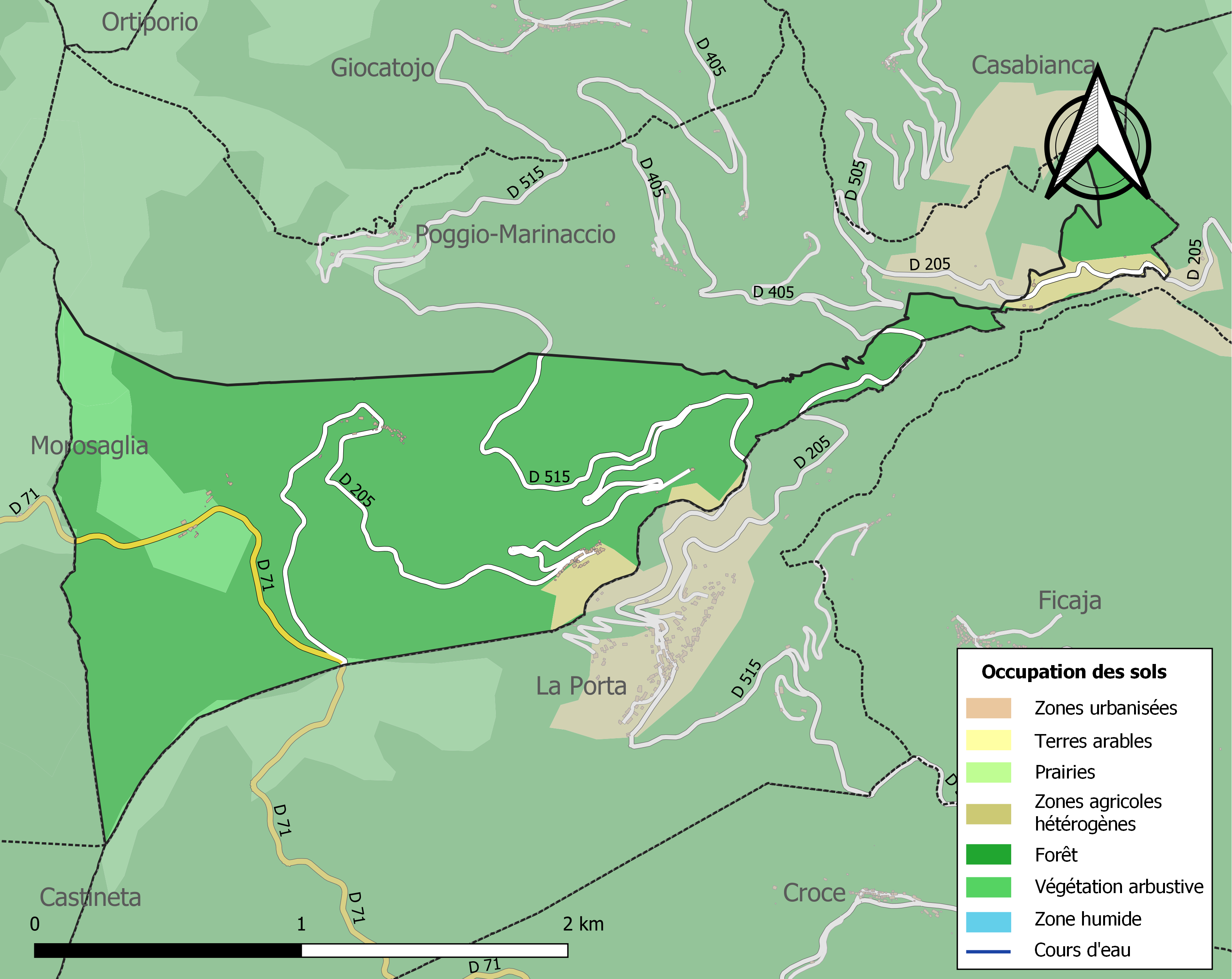
Kaart van de gemeente met de belangrijkste infrastructuur, bodemgebruik en omliggende gemeenten

## Demografie
Onderstaande figuur toont het verloop van het inwonertal.
Vanwege een beveiligingsprobleem met de MediaWiki Graph-software is het momenteel niet mogelijk deze grafiek weer te geven. Zodra de software is bijgewerkt zal de grafiek vanzelf weer zichtbaar worden.